# Cyrille Pouget
Cyrille Pouget (Metz, 6 december 1972) is een Frans voormalig voetballer. Hij speelde voor onder meer FC Metz, PSG, Le Havre AC, Olympique Marseille, AS Saint-Étienne en Jeunesse Esch.
Pouget stopte in 2006 met betaald voetbal en ging afbouwen bij amateurclub SC Marly. Met Metz won hij in 1996 de Coupe de la Ligue en met Jeunesse Esch werd hij in 2004 landskampioen van Luxemburg. Hij speelde in 1996 drie wedstrijden voor de Franse nationale ploeg. Hij maakte zijn debuut op 24 januari 1996, thuis tegen Portugal.

## Clubcarrière

### Erelijst
- Coupe de la Ligue

1996
- Luxemburgs landskampioen

2004